# Parafia anglikańska w Warszawie
Parafia św. Emmanuela (inne nazwy: Kapelania warszawska, Kongregacja Anglikańsko-Episkopalna) – jedyna parafia Kościoła Anglikańskiego w Polsce, znajdująca się w Warszawie. Wchodzi w skład Diecezji Europy (tzw. diecezji kontynentalnej, dawniej Diecezji Gibraltaru) Kościoła Anglii, z siedzibą na Gibraltarze. Obecnym kapelanem parafii jest ks. David Brown; towarzyszy mu ks. Felix Malibu (Izuchukwu), przedstawiciel Kościoła Nigerii (również członka Wspólnoty Anglikańskiej) oraz księża wizytujący, sporadycznie wysyłani na warszawską placówkę przez biskupa Gibraltaru.

## Historia
W roku 1926 dzięki staraniom Londyńskiego Towarzystwa Krzewienia Chrześcijaństwa wśród Żydów wybudowano anglikański kompleks misyjny wraz z kaplicą przy ul. Sewerynów 3 w Warszawie. Obiekt ten został w czasie drugiej wojny światowej uszkodzony i w 1945 na mocy decyzji Biura Odbudowy Stolicy zniszczony; na jego miejscu mieszczą się obecnie zaplecza techniczne Teatru Polskiego i budynki mieszkalne. W okresie Polski Ludowej Kościół Anglikański nie mógł odrodzić się w nowej komunistycznej rzeczywistości; należąca do niego działka została przejęta przez państwo. Od lat 80. XX wieku nabożeństwa anglikańskie były odprawiane w brytyjskiej ambasadzie, pierwotnie na potrzeby samych pracowników dyplomatycznych. Od 1996, dzięki gościnności warszawskiej hierarchii rzymskokatolickiej i na mocy decyzji prymasa Józefa Glempa, liturgia anglikańska sprawowana jest w rzymskokatolickim kościele rektorskim pw. Niepokalanego Poczęcia NMP (zwanym popularnie „kaplicą Res Sacra Miser”) przy ul. Krakowskie Przedmieście 62.

## Teraźniejszość
Obecnie wiernymi parafii są głównie przedstawiciele firm międzynarodowych, pracownicy placówek dyplomatycznych i kulturalnych, nauczyciele języka angielskiego oraz studenci zagraniczni, członkowie ich rodzin i inni. Liczba parafian uległa powiększeniu w ostatnich latach wraz z wejściem Polski do Unii Europejskiej. Nabożeństwa odwiedzane są również przez zagranicznych turystów różnych wyznań protestanckich.
Liturgia (w języku angielskim) wraz z Komunią św. odbywa się dwa razy w tygodniu w niedzielę (o godz. 10.30 – w budynku kościoła oraz o godz. 16 – w sali Caritas w budynku przylegającym; podczas liturgii popołudniowej gromadzą się zazwyczaj członkowie Kościoła Nigerii). W Kościele Anglikańskim każdy ochrzczony chrześcijanin, nawet nienależący do tego wyznania, może przystąpić do Komunii świętej, która udzielana jest pod dwiema postaciami. Nie ma też obowiązku spowiedzi osobistej – podobnie jak w innych Kościołach protestanckich.
Szereg nabożeństw (np. jutrznia połączona ze studiami biblijnymi, każdy wtorek o godz. 9) odbywa się również w rezydencji kapelana przy ul. Dorotowskiej.
Przy parafii działa szkółka niedzielna oraz zespół wokalny „Anglikańskie Głosy Warszawy” (Warsaw Anglican Voices), który prowadzi dyrektor muzyczny Kościoła Anglii w Polsce, organista parafii warszawskiej Rostislaw Wygranienko. Odbywają się koncerty organizowane przez Kościół.
Warszawska parafia anglikańska posiada strukturę instytucjonalną właściwą dla innych parafii anglikańskich – działa rada parafialna, istnieje funkcja strażników kościelnych (funkcjonariuszy parafialnych, wardenów), skarbnika itd.